# Sphingonotus gobicus
Sphingonotus gobicus is een rechtvleugelig insect uit de familie veldsprinkhanen (Acrididae). De wetenschappelijke naam van deze soort is voor het eerst geldig gepubliceerd in 1975 door Chogsomzhav.